# Раше, Карл
Карл Эмиль Август Раше (нем. Karl Emil August Rasche; 23 августа 1892, Изерлон, Германская империя — 13 сентября 1951, около Базеля, Швейцария) — финансист и управленец в гитлеровской Германии, оберштурмбаннфюрер СС (1943).

## Биография
Происходил из древнего вестфальского рода. Изучал экономику и юриспруденцию в университетах Мюнстера, Мюнхена, Лейпцига, Берлина, Бонна и Йены. В 1912 году получил звание доктора права в Мюнстерском университете. Затем служил в коммунальном управлении Дюссельдорфа. Участник Первой мировой войны, лейтенант, командовал стрелковой и штурмовой ротами. В конце войны состоял членом первого германского посольства в Риге. За боевые отличия награждён Железным крестом 1-го и 2-го класса. После демобилизации работал в судебном ведомстве в Дюссельдорфе. Одновременно был юрисконсультом и директором правления различных банков. С 1933 года – член правления Westfalenbank AG Bohum («Вестфальского банка»). С 1935 года — главный член правления Dresdner Bank AG. Входил в состав «Кружка друзей рейхсфюрера СС». 
Был председателем Наблюдательных советов:
«Perlmooser Cement AG» (Вена, 1938—1945), «Böhmische Escompte Bank» (Прага, дочерний банк «Дрезденского банка»; 1939—1944), «Poldihütte AG» (Прага, 1939—1944), «Handels-Kreditbank AG» (Рига, 1941—1945), «Westdeutsche Bodenkreditanstalt» (Кёльн, 1943—1945), «Tatrawerke AG» (Прага, 1943—1945), пивоваренной фирмы «Engelhardt Brauerei AG» (Берлин), заводов «Hardy & Co GmbH» (Берлин), цементных заводов «Cementwerke AG» (Берлин); был членом наблюдательных советов десятков фирм, заместителем председателей Наблюдательных советов «Dyckerhoff-Portland-Cement-AG» (Майнц-Амёнебург, 1936—1945), «Rheinische Kunstseide AG» (Крефельд, 1939—1945), «Allgemeine Versicherung AG» (Вена, 1944).
В 1938 году вместе с Гансом Керлем был направлен генеральным уполномоченным по четырёхлетнему плану Германом Герингом в Чехию для установления контроля над чешской промышленностью, а также для перевода чешских военных предприятий в концерн Reichswerke AG für Erzbergbau und Eisenhütten «Hermann Göring«. 9 ноября 1939 года вступил в СС (билет № 323879), в 1940 — в НСДАП (билет № 2207508). В конце декабря 1942 года назначен докладчиком правления (der Vorstandssprecher) «Дрезденского банка».
Как посредник Раше принимал участие в кредитовании предприятий СС, в частности, в концентрационных лагерях, а также в так называемый «германизации» («Germanisierung») экономики оккупированных стран Восточной Европы, «ариезации» банковской сферы в Протекторате Богемия и Моравии и Рейхскомиссариате Нидерланды. 
В апреле 1945 года был задержан около Бад-Наухайма и попал во французский плен. После допроса в Париже был привлечён во Французской оккупационной зоне к деятельности по «интенсификации международных экономических отношений» для французского военного правительства. В ноябре 1945 года приглашён с целью обмена информацией представителями американских оккупационных властей в Германии в Американскую оккупационную зону и арестован сразу после его прибытия во Франкфурт. Сначала он содержался в Дармштадтской тюрьме, затем после пребывания во Франкфуртских тюрьмах попал в Людвигсбургский лагерь 74. Оттуда он был переведён в лагерь для перемещённых лиц в Дахау и, наконец, в апреле 1947 года оказался в тюрьме Нюрнберга. 
4 ноября 1947 года качестве подсудимого предстал перед Американским военным трибуналом по делу «Вильгельмштрассе». 
11 апреля 1949 года был признан военным преступником за участие в разграблении нацистами Чехии и Голландии, а также за членство в преступной организации (СС) и приговорён к 7 годам тюремного заключения. 
Раше был досрочно освобождён в августе 1950 года из тюрьмы для военных преступников в Ландсберге. После освобождения вёл переговоры с представителями Дрезденского банка о возможном трудоустройстве. В мае 1951 года они договорились об урегулировании в отношениях, о компенсациях, а также относительно его прав на пенсию. Наконец, он стал работать консультантом по вопросам менеджмента. Карл Раше умер 13 сентября 1951 года от остановки сердца во время командировки в Базель.

## Награды
- Железный крест I класса
- Железный крест II класса